# (34020) 2000 ON21
2000 ON21 (asteroide 34020) é um asteroide da cintura principal. Possui uma excentricidade de 0.22966900 e uma inclinação de 20.20087º.
Este asteroide foi descoberto no dia 30 de julho de 2000 por LINEAR em Socorro.